# Porąbka (Łódź)
Porąbka – część Łodzi, w dzielnicy Górna (SIMC 1039487). Administracyjnie wchodzi w skład osiedla Stare Chojny.
Rozpościera się w rejonie ulicy Przedświt. Lokacja ta odpowiada lokacji dawnej wsi Chojny B, włączonej do Łodzi w 1946 roku.